# 25 février dans les chemins de fer
25 janvier 25 mars
Chronologies thématiques
- Croisades
- Sports
- Disney

Cette page concerne les événements qui se sont déroulés un 25 février dans les chemins de fer.

## Événements

### XIXesiècle
- 1823.  France :   Par ordonnance royale, M. de Lur-Saluces et consorts sont autorisés, sous le titre de Compagnie du chemin de fer, à établir une ligne de la Loire au Pont-de-l’Âne, sur la rivière de Furens, par le territoire houiller de Saint-Étienne.

### XXesiècle
- 1983.  France :   Installation du nouveau conseil d'administration de la SNCF, désormais Établissement public. M. André Chadeau, conseiller du premier ministre Pierre Mauroy, est le nouveau président de la SNCF

- 1998.  France :   Louis Gallois est reconduit dans ses fonctions de président de la SNCF

### XXIesiècle
2006. France : le train Corail Paris-Béziers déraille entre Neussargues et Saint-Flour, provoquant l'interruption du trafic pendant trois semaines.